# جون غودفري
جون غودفري (18 أغسطس 1917 - 1995)  (بالإنجليزية: John Godfrey)‏ هو لاعب كريكت بريطاني وبريطاني (وحمل سابقاً جنسية المملكة المتحدة لبريطانيا العظمى وأيرلندا). لعب مع Cambridgeshire County Cricket Club ‏ ونادي مقاطعة هامبشاير للكريكت ‏ وOxfordshire County Cricket Club ‏.

## وصلات خارجية
- جون غودفري على موقع إي آس بي آن كريك إنفو (الإنجليزية)